# Tokelau (Tuvalu)
Tokelau – miejscowość w Tuvalu, na wyspie koralowej Nanumanga; 306 mieszkańców (2006). Przemysł spożywczy, ośrodek turystyczny.